# Chlorophorus herbstii
Chlorophorus herbstii là một loài bọ cánh cứng trong họ Cerambycidae.

## Hình ảnh

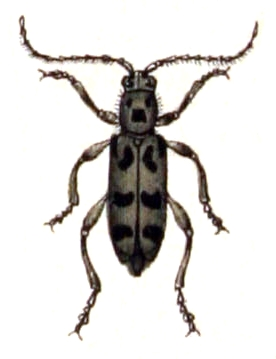
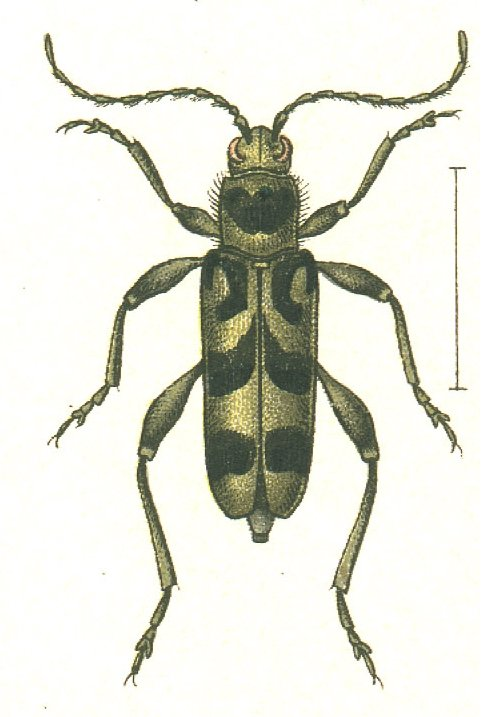